# Godina pet careva
Godina pet careva je naziv za razdoblje političke nestabilnosti i građanskih ratova u Rimskom Carstvu izazvan smrću Komoda, posljednjeg cara Antoninske dinastije, a koji je trajao od 193. do 197. Ime je dobio po tome što je godine 193. čak pet ličnosti proglašeno za rimske careve, iako su samo trojica uspjela preuzela vlast u Rimu, odnosno kao carevi biti priznati od Senata. Razdoblje je završio pobjedom Septimija Severa koji je osnovao Seversku dinastiju, pod kojom će Carstvo uživati nekoliko desetljeća relativne stabilnosti.
Komod je ubijen 31. prosinca 192., a sljedeći dan je Senat gradskog prefekta Pertinaksa proglasio novim carem. Pertinaks, međutim, nije uživao popularnost pripadnika Pretorijanske garde koja se protiv njega pobunila i ubila ga 28. ožujka. Isti dan su njeni pripadnici organizirali aukciju za carsku krunu. Njen pobjednik je bio Didije Julijan. Istovremeno su, nezavisno jedan od drugog, carevima uz podršku trupa sebe proglasili guverneri tri provincije - Klodije Albin u Britaniji, Septimije Sever na Balkanu i Pescenije Niger u Siriji. Sever je bio najbliži Rimu i prvi tamo stigao sa svojim legijama u srpnju 193. gdje je potvrđen za cara. Potom je sklopio sporazum s Klodijem Albinom, koji je odustao od vlastitog marša na Rim kada mu je Sever dao titulu cezara, učinivši ga formalnim suvladarom i nasljednikom.
Pescenije Niger, koji je iza sebe imao snažnu podršku istočnih provincija, predstavljao je daleko veći problem. Sa svojim trupama je krenuo marširati na Rim te se iskrcao na Balkan, zauzevši Bizant. Međutim, Sever je munjevito reagirao, iskrcavši se u Maloj Aziji gdje ga je u bitkama kod Kizika i Niceje natjerao na povlačenje, a potom godine 194. potpuno porazio u bitci kod Isa. Sever se potom zadržao na Istoku, nastojeći kazniti Parte i njihovog kralja Vologaza V. zato što su podržali Nigera.
Tu zauzetost je odlučio iskoristiti Albin koji se krajem 195. iznenada iskrcao u Galiji i počeo regrutirati legije za vlastiti marš na Rim. Podršku su mu pružile legije iz Hispanije, dok su legije iz Germanije ostale neutralne. Sever je bio prisiljen vratiti se u Rim i organizirati veliku vojsku. Konačno je u veljači 197. u bitci kod Lugdunuma Albinova vojska potpuno uništena, te su tako građanski ratovi završili.

## Vanjske poveznice
- Pertinax, De Imperatoribus Romanis
- Didius Julianus, De Imperatoribus Romanis
- Septimius Severus  Arhivirana inačica izvorne stranice od 26. veljače 2011. (Wayback Machine), De Imperatoribus Romanis
- Pertinax  Arhivirana inačica izvorne stranice od 21. siječnja 2014. (Wayback Machine), Livius
- Didius Julianus  Arhivirana inačica izvorne stranice od 24. studenoga 2014. (Wayback Machine), Livius
- Titus Flavius Sulpicianus  Arhivirana inačica izvorne stranice od 25. srpnja 2014. (Wayback Machine), Livius